# Gempfing

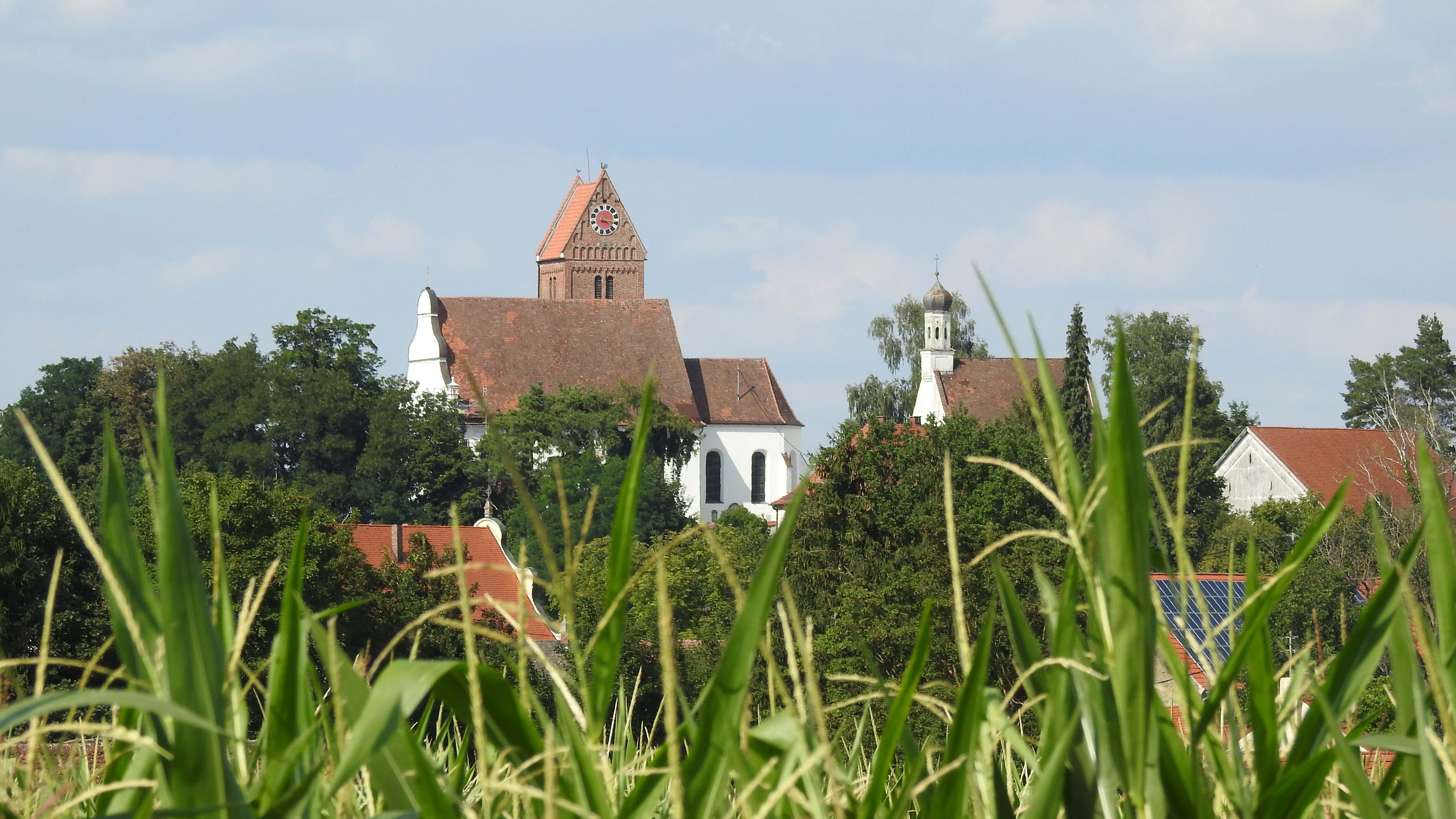
Kirchberg Gempfing von Süden

Gempfing ist ein Gemeindeteil der Stadt Rain  im Landkreis Donau-Ries (Regierungsbezirk Schwaben, Bayern).

## Kommunale Einheit
Zum Pfarrdorf Gempfing werden auch das Dorf Überacker und der Einödhof Schlagmühle gezählt, die in der Gemarkung liegen, Gemeindeteile von Gempfing waren und gemeinsam am 1. Juli 1972 nach Rain eingegliedert wurden. Ebenfalls an diesem Tag wurde der Landkreis Neuburg an der Donau, zu dem die selbstständige Gemeinde Gempfing bis dato gehörte, im Zuge der Gebietsreform in Bayern aufgelöst. Gempfing und Rain wurden dem Landkreis Nördlingen-Donauwörth, der am 1. Mai 1973 die heutige Bezeichnung Landkreis Donau-Ries erhielt, zugeschlagen.

## Pfarrei
Zur Pfarrei Gempfing gehören Gempfing, Überacker, Schlagmühle, Kunding (Filialkirche St. Helena), Sallach (Filialkirche St. Ulrich) sowie die Kuratie St. Peter und Paul Etting mit Tödting (Filialkirche St. Anna), Brunnen und Kopfmühle. Die Filiale St. Ottilia in Wengen wurde am 15. April 1997 in die Pfarrei Burgheim umgegliedert. Mittelstetten und Unterpeiching Hausnummer 4 waren bereits am 1. Oktober 1838 zur Stadtpfarrei Rain gekommen.
Seit 2010 gehört Gempfing zur Pfarreiengemeinschaft Bayerdilling. Im Zuge der Bistumsreform vom 1. Dezember 2012 kam Gempfing, bisher Dekanat Rain, durch die Zusammenlegung zum vergrößerten Dekanat Donauwörth.

## Geographie und Verkehr
Gempfing liegt 6 km südöstlich von Rain an der Staatsstraße 2027, die von Ehekirchen kommend nach Rain führt, sowie an den Kreisstraßen DON 31 (nach Etting) und DON 33 (von Bayerdilling und Sallach kommend in Richtung Grenze zum Landkreis Neuburg-Schrobenhausen bei Burgheim). Gempfing und Überacker liegen am Nordrand des Unteren Lechrains der Aindlinger Terrassentreppe. Naturräumlich gehört es so zur Donau-Iller-Lech-Platte, die wiederum Teil des Alpenvorlandes ist, eine der Naturräumlichen Haupteinheiten Deutschlands.

## Geschichte
Früheste Ausgrabungen in der Gegend weisen auf eine Besiedelung bereits in der Jungsteinzeit hin.
Die Gründung Gempfings als echter -ing-Ort wird in der 1. Hälfte des 6. Jahrhunderts durch die Bajuwaren vermutet.
Gempfing gehörte zur Gründungsausstattung des Benediktinerinnenklosters St. Walburg in Eichstätt, das der Edelfreie Leodegar (auch Luitger) aus dem Grafengeschlecht von Lechsgmünd und Graisbach mit Urkunde vom 24. Juni 1035 stiftete. Leodegar starb am 21. Februar 1074 auf dem Weg nach St. Mang in Füssen in Gempfing und ist in Eichstatt bestattet. Im 13./14. Jahrhundert baute das Eichstätter Kloster seine herrschaftliche Position in Gempfing kontinuierlich zu einer Hofmark aus, zu der der Klosterbesitz 1310 erhoben wurde. So löste St. Walburg 1306 das Schutzrecht im Dorf Gempfing vom Grafen Berthold von Graisbach mit 200 Pfund Heller ab, ebenso vier Jahre später die Rechte des Maiers von Gempfing. 1389 nahm jedoch der Pfleger von Rain Gempfing gegen Roggen- und Haberabgaben wieder in seinen Schutz. 1435 beauftragte die Äbtissin ausdrücklich den Pfleger zu Rain mit dem Schutz des Gempfinger Klostergutes. Im Dreißigjährigen Krieg wurde Gempfing zweimal niedergebrannt und – gerade wieder aufgebaut – im Spanischen Erbfolgekrieg 1704 nochmals vollständig zerstört.
Das Kloster St. Walburg blieb bis zur Säkularisation 1805/06 Grund- und Patronatsherr in Gempfing (um 1800: 44 Haus- und Hofstellen in der Hofmark; zum Maierhof gehörten 1728 54 Jauchert Ackerland). Spätestens seit 1324 war die Gempfinger Pfarrei St. Vitus in das Kloster St. Walburg inkorporiert, dabei blieb es bis 1806. In Bayerdilling war die St. Peterskapelle seit 1313 der Pfarrei Gempfing inkorporiert, und in der Filiale Wengen hatte die Abtei das Patronat über das Frühmessbeneficium von 1464 bis 1806 inne. Im 17. Jahrhundert fungierte der Zehntmeier, also den Inhaber des klostereigenen Gempfinger Zehnthofs, als Richter der Abtei. Ab 1700 gab es einen eigenen klösterlichen Hofmarksrichter. Auch erschien wiederholt die Äbtissin selbst in Gempfing, beispielsweise bis 1624 zum jährlich einmal stattfindenden sogenannten Bauding, bei dem bis zum 15. Jahrhundert die Lehen von der Äbtissin neu vergeben werden konnten und ab dem 16. Jahrhundert auch die Inhaber eines Gutes mit Erbrecht zu erscheinen hatten. Das ehemalige Richterhaus, im 18. Jahrhundert von der Äbtissin als „Schloss“ bezeichnet und jetzt Zum Bräu genannt, hat sich erhalten. 1752 bestand Gempfing aus 34 zur Abtei gehörenden Anwesen. Für 1754 ist überliefert, dass die damalige Äbtissin Adelgundis I. Pettenkoferin († 1756), die mit dem bayerischen Hochadel gute Kontakte pflegte, mit sieben Nonnen 26 Tage lang zur Erholung in Gempfing weilte. Unter ihr entstand auch ein Ölgemälde von Gempfing, das im Kloster St. Walburg verwahrt wird. Gempfing war eine wichtige Einnahmequelle des Eichstätter Klosters und lieferte beispielsweise gegen Ende des Alten Reiches 18 Prozent der gesamten (Getreide-)Gilteinnahmen. Die Bauern hatten unter mehreren Reichnissen wie Gültgänse, Gülthennen, Gilteier, Zehentgänse, Zehenthühner und „Käsgeld“ jährlich ein „gült Schwein“ zu reichen, entweder in natura oder in Geld. 1724 verglichen sich die Hofmarkbauern nach jahrelangem Rechtsstreit mit dem Kloster in Sachen Scharwerksdienste. Im 18. Jahrhundert konnte auch der über 100 Jahre währende Streit über das Präbendarhaus (=Benefiziatenhaus) in Gempfing durch Verhandlungen des Eichstätter Weihbischofs Johann Adam Nieberlein beigelegt werden, das Präbendhaus mit Stadel wurde neu errichtet. Der gesamte Klosterbesitz in Gempfing wurde am 11. Oktober 1806 zugunsten des Kurfürstentums Bayern öffentlich versteigert; Wald, Äcker, Wiesen und sämtliche Gebäude bis auf den Zehentstadel, den der Staat zum eigenen Gebrauch zurückbehielt, ersteigerte die Gemeinde Gempfing um 20.810 Gulden. In der Eichstätter Abtei haben sich Gempfinger Archivalien über die Säkularisation hin erhalten.
1808 wurde Gempfing zusammen mit Kunding ein Steuerdistrikt im Landgericht Rain. 1818 wurden daraus die Gemeinden Kunding (ohne Ortsteile) und Gempfing, zu dem der bisher zum Steuerdistrikt Staudheim zählende Ort Überacker geschlagen wurde.
Am 1. Juli 1972 wurde die bis dahin selbstständige Gemeinde in die Stadt Rain eingegliedert.
In Gempfing fand vom 13. Mai bis 4. Juni 2000 die Kunst- und Werkausstellung Künstliches Dorf Gempfing – Zeichen in der Provinz im Rahmen der Schwäbischen Kulturtage am nördlichen Lechrain statt.
Mit der Veranstaltungsreihe Kultur im Pfarrhof Gempfing trägt der Förderverein Gempfinger Pfarrhof seit dem Jahr 2006 zur Belebung dieses denkmalgeschützten Gebäudes bei, das für seinen ursprünglichen Zweck nicht mehr benötigt wird. Im Besitz des Vereins befinden sich auch Zeichnungen von Josef Oberberger und Hilda Sandtner. Der Verein wurde unter anderem 2023 für seine Leistungen mit dem Heimatpreis Südbayern und dem mit 10.000 Euro dotierten Kulturförderpreis „Pro Suebia“ der Eugen-Liedl-Stiftung ausgezeichnet.

## Baudenkmäler
- Kirchberg-Ensemble mit Pfarrkirche St. Vitus und mit Marienkapelle (auch: Frauenkapelle bzw. Friedhofskapelle, gestiftet 1411, im Kern noch 15. Jahrhundert). Die Pfarrkirche birgt in den Langhausmauern noch Reste der Basilika des 11. Jahrhunderts, der Turm entstand um 1300 oder im frühen 14. Jahrhundert, Chor und Westteil des Langhauses wohl 1. Hälfte des 15. Jahrhunderts. Ende des 17. und zu Beginn des 18. Jahrhunderts wurde die Kirche barockisiert. Die Frauenkapelle wurde 1411 gestiftet und im frühen 18. Jahrhundert verändert.
- Pfarrhaus, ein zweigeschossiger Walmdachbau aus der 2. Hälfte des 17. Jahrhunderts; mit barocken Stuckdecken.
- Präbendarhaus, ein ehemaliges Kaplanhaus, 1737 von Johann Benedikt Ettl erbaut.
- Ehemaliges Richterhaus, um 1700, mit geschweiften Giebeln, 1902 neubarock verändert, und mit 2 Fassadenheiligen (links Leonhard als Mönch, rechts Bischof Ulrich oder Willibald?)
- Der Ortsfriedhof an der Kirche wurde im Jahre 2017 im Friedhofsprojekt des Bayerischen Landesvereins für Familienkunde fotografiert.[23] Fast 700 Grabinschriften von Friedhof und Kriegerdenkmal sind abrufbar.[24]

## Vereine
- Förderverein Gempfinger Pfarrhof, gegründet zu Jahresbeginn 2008[25]
- Freiwillige Feuerwehr Gempfing
- Krieger- und Soldatenverein Gempfing, gegründet 1919
- Singkreis Gempfing, gegründet 1989
- Gempfinger Viergesang, gegründet 1994[26]
- Schützenverein „Almenrausch“, gegründet 1925[27]